# Judith Arndt
Judith Arndt (Königs Wusterhausen, 23 juli 1976) is een voormalig Duits profwielrenster en viervoudig wereldkampioen. Zij is meervoudig Duits kampioene tijdrijden, op de weg en op de baan. In 2012 beëindigde Arndt haar carrière bij de wielerploeg Orica-AIS nadat ze in Valkenburg haar wereldtitel bij het tijdrijden prolongeerde.

## Kampioenschappen
1993

 Duits kampioen, baan, achtervolging, junioren

1994

 Duits kampioen, baan, achtervolging, junioren

1996

 Duits kampioen, baan, achtervolging, elite

 Duits kampioen, baan, puntenkoers, elite

1997

 Wereldkampioen, baan, achtervolging, elite (in Perth)

1998

 Duits kampioen tijdrijden, elite

1999

 Duits kampioen, baan, achtervolging, elite.

 Duits kampioen tijdrijden, elite

2000

 Duits kampioen, baan, achtervolging, elite

 Duits kampioen, baan, puntenkoers, elite

2001

 Duits kampioen tijdrijden, elite

2002

 Duits kampioen op de weg, elite 

2003

 Duits kampioen tijdrijden elite

2004

 Duits kampioen tijdrijden elite

 Wereldkampioen op de weg, elite (in Verona)

2005

 Duits kampioen tijdrijden, elite

2010

 Duits kampioen tijdrijden, elite

2011

 Duits kampioen tijdrijden, elite

 Wereldkampioen tijdrijden, elite (in Kopenhagen)

2012

 Duits kampioen op de weg, elite 

 Duits kampioen tijdrijden, elite

 Wereldkampioen tijdrijden, elite (in Valkenburg)

## Olympische Spelen
Individuele achtervolging, 3000 m Olympische Spelen 1996

 Wegwedstrijd Olympische Spelen 2004

 Tijdrijden Olympische Spelen 2012

## Wegwedstrijden
Judith Arndt won meerdere ritten in het rondewerk en won diverse eindklassementen in meerdaagse wedstrijden.
2002
 Eindklassement Redlands Bicycle Classic
2008
 Eindklassement Thüringen Rundfahrt
9e etappe Tour de l'Aude Cycliste Féminin
2009
 Eindklassement Emakumeen Bira
7e etappe Giro Donne
2010
 Eindklassement Giro della Toscana
2e etappe Emakumeen Bira
6e etappe La Route de France
2011
 Eindklassement Women's Tour of New Zealand
 Eindklassement Giro del Trentino
6e etappe Thüringen Rundfahrt
3e en 5e etappe Giro della Toscana
2012
 Eindklassement Ladies Tour of Qatar
 Eindklassement Emakumeen Bira
 Eindklassement Thüringen Rundfahrt
Ronde van Vlaanderen 2012
3e etappe Women's Tour of New Zealand

## Ploegen
- 1999: Red Bull
- 2000: Red Bull Frankfurt
- 2001: Red Bull Frankfurt
- 2002: Saturn
- 2003: Nürnberger Versicherung
- 2004: Equipe Nürnberger Versicherung
- 2005: Equipe Nürnberger Versicherung
- 2006: T-Mobile Professional Cycling
- 2007: T-Mobile Women
- 2008: Team High Road (F) (Duitsland) tot 03-07
- 2008: Columbia Women (Duitsland) vanaf 04-07
- 2009: Team Columbia Women (Duitsland)
- 2010: HTC-Columbia Women's Team (Duitsland)
- 2011: HTC Highroad Women (Verenigde Staten)
- 2012: GreenEdge-AIS (Australië)